# Platycheirus saltana
Platycheirus saltana är en tvåvingeart som först beskrevs av Günther Enderlein 1938.  Platycheirus saltana ingår i släktet fotblomflugor, och familjen blomflugor. Inga underarter finns listade i Catalogue of Life.